# Tour della nazionale maschile di rugby a 15 della Romania 1980
Nel 1980, la Romania, all'epoca potenza del rugby continentale ed unica in grado di sfidare le squadre del "Cinque Nazioni", si reca in tour in Irlanda , prima di un match a Leicester. È la seconda "spedizione" della nazionale romena, che si era recata l'anno prima in Galles dove aveva perso di misura contro il "Galles XV" (12-13)
È un tour trionfale, nel quale i Romeni , guidati dal capitano Paraschiv, conquistano uno storico pareggio contro l'Irlanda (che a scanso di brutte figure si era schierato come "selezione" e non come nazionale ufficiale). Solo la selezione di Leinster, riuscirà a battere le "querce" romene.
L'annata 1980-81, storica per il rugby romeno si chiuderà con lo strepitoso successo per 15-0 sulla Francia solo un mese dopo e la conquista della Coppa FIRA 1980-81
| Limerick 4 ottobre 1980 | Munster | 9 – 32 | Romania XV |  |

| Dublino 8 ottobre 1980 | Leinster | 24 – 10 | Romania XV |  |

| Belfast 11 ottobre 1980 | Ulster | 15 – 15 | Romania XV | Ravenhill |

| Galway 14 ottobre 1980 | Connacht Rugby | 9 – 28 | Romania XV | Showground |

| Dublino 18 ottobre 1980 | Irlanda XV | 13 – 13 | Romania | Lansdowne Road |

| Leicester 22 ottobre 1980 | Leicester | 7 – 39 | Romania XV | Welford Road |